# Werther-malom
Werther Frigyes gőzmalma egy budapesti gőzmalom volt.

## Története
A gőzmalom az első pesti / budai gőzmalmok között épült 1853-ban a mai III. kerületi Bécsi út – Dara utca – Árpád fejedelem útja közötti, majdnem a Harcsa utca magasságáig lenyúló telken (korabeli címén Zsigmond u. 59.). Az építtető Werther Frigyes később csődbe ment, a hitelezői vették át az üzemet. 1866-tól Budai Gyárudvar Rt. néven működött, a cég 1876/1877-től felszámolás alá került (1878-ban fel is számolták), ezért a malomnak újabb tulajdonosa lett az Első Budapesti Gőzmalom Rt. keretében. Az 1930-as évektől Erzsébet Gőzmalomként hivatkoztak rá.
A telep gépházainak tervezőjét Ifj. Wagner János személyében nevezik meg a források.
Elbontásának pontos ideje nem ismert.